# Listă de filme de groază din 2005
Aceasta este o listă de filme de groază din 2005.
| Titlu                                          | Regizor | Distribuție                                                                         | Țara                                                                                                  | Note                   |
| ---------------------------------------------- | --- | ----------------------------------------------------------------------------------- | --- | ---------------------- |
| All Souls Day: Dia de los Muertos              | Jeremy Kasten | Laz Alonso, Danny Trejo, Marisa Ramirez                                             | Statele Unite ale Americii                                                                            | [ 1 ]                  |
| An American Haunting                           | Courtney Solomon | Sissy Spacek, Donald Sutherland, Rachel Hurd-Wood                                   | Statele Unite ale Americii                                                                            | [ 3 ]                  |
| The Amityville Horror                          | Andrew Douglas | Ryan Reynolds, Melissa George, Jesse James                                          | Statele Unite ale Americii                                                                            | [ 4 ]                  |
| Andre the Butcher                              | Philip Cruz | Maury Sterling, Ron Jeremy, Heather Joy Budner                                      | Statele Unite ale Americii                                                                            | [ 5 ]                  |
| Art of the Devil 2                             | Pasith Buranajan, Kongkiat Khomsiri, Isara Nadee, Seree Phongnithi, Yosapong Polsap, Putipong Saisikaew, Art Thamthrakul | Napakpapha Nakprasitte, Hataiwan Ngamsukonpusit, Chanida Suriyakompon               | Thailanda                                                                                             | [ 6 ]                  |
| Attack of the Sabretooth                       | George T. Miller | Elizabeth Cooke, Raine Brown, Caitlyn Darr                                          | Statele Unite ale Americii                                                                            | [ 7 ]                  |
| Aunt Rose                                      | James Tucker | Raine Brown, Christine D'Amato, Frank Franconeri                                    | Statele Unite ale Americii                                                                            | [ 8 ]                  |
| Bad Reputation                                 | Jim Hemphill | Angelique Hennessy, Jerad Anderson, Jennifer Holloway                               | Statele Unite ale Americii                                                                            | [ 9 ]                  |
| The Beast of Bray Road                         | Leigh Scott | Joel Hebner, Sarah Lieving, Tom Nagel                                               | Statele Unite ale Americii                                                                            | [ 10 ]                 |
| The Bonesetter Returns                         | Brett Kelly | Mark Courneyea, Thea Nikolic, Jody Haucke                                           | Canada                                                                                                | Direct-to-video        |
| Boogeyman                                      | Stephen Kay | Barry Watson, Emily Deschanel, Skye McCole Bartusiak                                | Statele Unite ale Americii                                                                            | [ 12 ]                 |
| The Booth                                      | Yoshihiro Nakamura | Maiko Asano, Makoto Ashikawa, Hijiri Kojima                                         | Japonia                                                                                               | [ 13 ]                 |
| Boy Eats Girl                                  | Stephen Bradley | Tadhg Murphy, Samantha Mumba, Laurence Kinlan                                       | Republica Irlanda                                                                                     | [ 14 ]                 |
| The Butcher                                    | Edward Gorsuch | Hazel Dean, Bill Jacobson, Annie Mackay                                             | Statele Unite ale Americii                                                                            | [ 15 ]                 |
| The Call of Cthulhu                            | Andrew H. Leman | Andra Carlson, Mike Dalager                                                         | Statele Unite ale Americii                                                                            | [ 16 ]                 |
| Camp Daze                                      | Alex Pucci | Jillian Swanson, Ikaika Kahoano, Jessica Sonneborn                                  | Statele Unite ale Americii                                                                            | [ 17 ]                 |
| The Cave                                       | Bruce Hunt | Cole Hauser, Morris Chestnut, Eddie Cibrian                                         | Statele Unite ale Americii                                                                            | [ 18 ]                 |
| The Cavern                                     | Olatunde Osunsanmi | Sybil Temtchine, Andres Hudson, Ogy Durham                                          | Statele Unite ale Americii                                                                            | [ 19 ]                 |
| Cello                                          | Lee Woo-cheol | Hyeon-a Seong, Jin Woo, Ho-bin Jeong                                                | Coreea de Sud                                                                                         | [ 20 ]                 |
| Cold and Dark                                  | Andrew Goth | Luke Goss, Cassandra Bell, Hamish Hamilton                                          | Statele Unite ale Americii                                                                            | [ 21 ]                 |
| Creature from the Hillbilly Lagoon             | Richard Griffin | Sal Lizard, Tanith Fiedler, Patrick Pitu                                            | Statele Unite ale Americii                                                                            | [ 22 ]                 |
| Cruel World                                    | Kelsey T. Howard | Sanoe Lake, Edward Furlong, Nicole Bilderback                                       | Statele Unite ale Americii                                                                            | [ 23 ]                 |
| Cry_Wolf                                       | Jeff Wadlow | Julian Morris, Lindy Booth, Jared Padalecki                                         | Statele Unite ale Americii                                                                            | [ 24 ]                 |
| Cursed                                         | Wes Craven | Christina Ricci, Joshua Jackson, Jesse Eisenberg                                    | Statele Unite ale Americii                                                                            | [ 25 ]                 |
| The Dark                                       | John Fawcett | Maria Bello, Sean Bean, Maurice Roëves                                              | Danemarca · Regatul Unit al Marii Britanii și al Irlandei de Nord                                     | [ 26 ]                 |
| Dark Remains                                   | Brian Avenet-Bradley | Cheri Christian, Michelle Kegley, Rachel Jordan                                     | Statele Unite ale Americii                                                                            | [ 27 ]                 |
| Dark Water                                     | Walter Salles | Jennifer Connelly, John C. Reilly, Tim Roth                                         | Statele Unite ale Americii                                                                            | [ 28 ]                 |
| DeadHouse                                      | Pablo Macho Maysonet IV, Brian Rivera                                                                                    | Anthony Alicea, Ryan Israel, Jose Ortiz Jr.                                         | Statele Unite ale Americii                                                                            | [ 29 ]                 |
| Death Tunnel                                   | Philip Adrian Booth | Steffany Huckaby, Gary Wolf, Yolanda Pecoraro                                       | Statele Unite ale Americii                                                                            | [ 30 ]                 |
| The Descent                                    | Neil Marshall | Shauna MacDonald, Natalie Mendoza, Alex Reid                                        | Regatul Unit al Marii Britanii și al Irlandei de Nord                                                 | [ 31 ]                 |
| The Devil's Rejects                            | Rob Zombie | Sid Haig, Bill Moseley, Sheri Moon Zombie                                           | Statele Unite ale Americii                                                                            | [ 32 ]                 |
| Die You Zombie Bastards!                       | Caleb Emerson | Hasil Adkins, Sadie Blades, Sandra Kennedy                                          | Statele Unite ale Americii                                                                            | Direct-to-video        |
| Doll Graveyard                                 | Charles Band | Jared Kusnitz, Kristyn Green, Scott Seymour                                         | Statele Unite ale Americii                                                                            | Direct-to-video        |
| Dominion: Prequel to the Exorcist              | Paul Schrader | Stellan Skarsgård, Gabriel Mann, Clara Bellar                                       | Statele Unite ale Americii                                                                            | [ 35 ]                 |
| Doom                                           | Andrzej Bartkowiak | Karl Urban, The Rock                                                                | Cehia · Germania · Regatul Unit al Marii Britanii și al Irlandei de Nord · Statele Unite ale Americii | [ 36 ]                 |
| Dr. Rage                                       | Jeff Broadstreet | Denice Duff, Andrew Divoff, Karen Black                                             | Statele Unite ale Americii                                                                            | Direct-to-video        |
| Dream Home                                     | Amir Valinia | Mia X, Pat Delune, Chantelle Winchester                                             | Statele Unite ale Americii                                                                            | [ 38 ]                 |
| Evil Aliens                                    | Jake West | Jamie Honeybourne, Emily Booth, Tim Daniel Clark                                    | Regatul Unit al Marii Britanii și al Irlandei de Nord                                                 | [ 39 ]                 |
| The Exorcism of Emily Rose                     | Scott Derrickson | Laura Linney, Tom Wilkinson, Jennifer Carpenter                                     | Statele Unite ale Americii                                                                            | [ 40 ]                 |
| Exterminator City                              | Clive Cohen | Lilith Stabs, Fernbomb, Taylor Wayne                                                | Statele Unite ale Americii                                                                            | Science fiction horror |
| The Eye 10                                     | Oxide Pang Chun, Danny Pang                                                                                              | Wilson Chen, Kate Yeung, Isabella Leong, Bongkoj Khongmalai, Ray MacDonald, Kris Gu | Hong Kong · Thailanda                                                                                 | [ 42 ]                 |
| The Fallen Ones                                | Kevin VanHook | Navid Negahban, Kristen Miller, Casper Van Dien                                     | Statele Unite ale Americii                                                                            | [ 43 ]                 |
| Filthy McNastiest                              | Chris Seaver |                                                                                     | Statele Unite ale Americii                                                                            | [ 44 ]                 |
| The Fog                                        | Rupert Wainwright | Tom Welling, Maggie Grace, Rade Serbedzija                                          | Statele Unite ale Americii                                                                            | [ 45 ]                 |
| Forest of the Damned                           | Johannes Roberts | Tom Savini, Nicole Petty                                                            | Statele Unite ale Americii                                                                            | [ 46 ]                 |
| Fragile                                        | Jaume Balagueró | Calista Flockhart, Richard Roxburgh, Elena Anaya                                    | Spania                                                                                                | [ 47 ]                 |
| The Gingerdead Man                             | Charles Band | Gary Busey, Robin Sydney, Larry Cedar                                               | Statele Unite ale Americii                                                                            | [ 48 ]                 |
| Grayson Arms                                   | Michael Feifer | Jennifer Carpenter, Todd Babcock, Stacey Dash                                       | Statele Unite ale Americii                                                                            | [ 49 ]                 |
| Haunted Boat                                   | Olga Levens | Sarah Scott, Travis Hammer, Courtney Scheuerman                                     | Statele Unite ale Americii                                                                            | [ 50 ]                 |
| Headhunter                                     | Paul Tarantino | René Ashton, Mark Aiken, Krista Carpenter                                           | Statele Unite ale Americii                                                                            | [ 51 ]                 |
| Headspace                                      | Andrew van den Houten | Olivia Hussey, Larry Fessenden, Dee Wallace                                         | Statele Unite ale Americii                                                                            | [ 52 ]                 |
| Hellraiser: Hellworld                          | Rick Bota | Lance Henriksen, Katheryn Winnick, Doug Bradley                                     | Statele Unite ale Americii                                                                            | Direct-to-video        |
| Hostel                                         | Eli Roth | Jay Hernandez, Derek Richardson, Eythor Gudjonsson                                  | Statele Unite ale Americii                                                                            | [ 54 ]                 |
| House of Wax                                   | Jaume Collet-Serra | Elisha Cuthbert, Chad Michael Murray, Brian Van Holt, Paris Hilton                  | Statele Unite ale Americii                                                                            | [ 55 ]                 |
| Intermedio                                     | Andrew Lauer | Cerina Vincent, Edward Furlong, Steve Railsback                                     | Statele Unite ale Americii                                                                            | [ 56 ]                 |
| Invasion                                       | Albert Pyun | Jenny Dare Paulin, Norbert Weisser, Laurie O'Brien                                  | Statele Unite ale Americii                                                                            | [ 57 ]                 |
| Isolation                                      | Billy O'Brien | John Lynch, Essie Davis, Marcel Iures                                               | Statele Unite ale Americii                                                                            | [ 58 ]                 |
| It Waits                                       | Steven R. Monroe | Tinsel Korey, Sean Wei Mah, Cerina Vincent                                          | Statele Unite ale Americii                                                                            | [ 59 ]                 |
| Jolly Roger: Massacre at Cutter's Cove         | Gary Jones | Rhett Giles, Kristina Korn, Tom Nagel                                               | Statele Unite ale Americii                                                                            | [ 60 ]                 |
| Kakurenbo                                      | Shuhei Morita |                                                                                     | Japonia                                                                                               | Anime film             |
| Killer Bash                                    | David DeCoteau | Raquel Riskin, Sebastian Gacki, Caz Odin Darko                                      | Canada                                                                                                | [ 62 ]                 |
| Komodo vs. Cobra                               | Jay Andrews | Michael Paré, Ted Monte, Roark Critchlow                                            | Statele Unite ale Americii                                                                            | [ 63 ]                 |
| Land of the Dead                               | George A. Romero | Simon Baker, John Leguizamo, Asia Argento                                           | Statele Unite ale Americii · Canada                                                                   | [ 64 ]                 |
| Larva                                          | Tim Cox | Vincent Ventresca, Rachel Hunter, William Forsythe                                  | Statele Unite ale Americii                                                                            | [ 65 ]                 |
| Lie Still                                      | Sean Hogan | Stuart Laing, Susan Engel, Nina Sosanya                                             | Regatul Unit al Marii Britanii și al Irlandei de Nord                                                 | [ 66 ]                 |
| Locusts: The 8th Plague                        | Ian Gilmour | Dan Cortese, Julie Benz, David Keith                                                | Statele Unite ale Americii                                                                            | [ 67 ]                 |
| Man-Thing                                      | Brett Leonard | Robert Mammone, Jack Thompson, Rachael Taylor                                       | Statele Unite ale Americii                                                                            | [ 68 ]                 |
| The Mangler Reborn                             | | Aimee Brooks, Reggie Bannister                                                      | Statele Unite ale Americii                                                                            | Direct-to-video        |
| Mortuary                                       | Tobe Hopper | Denise Crosby, Alexandra Adi, Courtney Peldon                                       | Statele Unite ale Americii                                                                            | [ 70 ]                 |
| Naina                                          | Shripal Morakhia | Rahul Nath, Anuj Sawhney, Shweta Konnur                                             | Statele Unite ale Americii                                                                            | [ 71 ]                 |
| The Neighbor No. Thirteen                      | Yasou Inoue | Shun Oguri                                                                          | Japonia                                                                                               | [ 72 ]                 |
| Nightmare                                      | Dylan Bank | Jason Scott Campbell, Nicole Roderick                                               | Statele Unite ale Americii                                                                            | [ 73 ]                 |
| One Missed Call 2                              | Renpei Tsukamoto |                                                                                     | Japonia                                                                                               | [ 74 ]                 |
| Pervert!                                       | Jonathan Yudis | Juliette Clarke, Sean Andrew, Mary Carey                                            | Statele Unite ale Americii                                                                            | [ 75 ]                 |
| Raging Sharks                                  | Danny Lerner | Corin Nemec, Vanessa Angel, Corbin Bernsen                                          | Bulgaria · Statele Unite ale Americii                                                                 | [ 76 ]                 |
| The Red Shoes                                  | Kim Yong-gyun | Kim Hye-su, Kim Seong-Su, Park Yeon-ah                                              | Coreea de Sud                                                                                         | [ 77 ]                 |
| Reeker                                         | Dave Payne | Michael Ironside, Arielle Kebbel, Eric Mabius                                       | Statele Unite ale Americii                                                                            | [ 78 ]                 |
| Return of the Living Dead 4: Necropolis        | Ellory Elkayem | Aimee-Lynn Chadwick, Peter Coyote, Jana Kramer                                      | Statele Unite ale Americii                                                                            | [ 79 ]                 |
| Return of the Living Dead 5: Rave to the Grave | Ellory Elkayem | Peter Coyote, Jenny Mollen, Cory Hardrict                                           | Statele Unite ale Americii                                                                            | [ 80 ]                 |
| The Ring Two                                   | Hideo Nakata | Naomi Watts, Simon Baker, David Dorfman                                             | Statele Unite ale Americii                                                                            | [ 81 ]                 |
| Safety in Numbers                              | David Douglas | Dichen Lachman, Teo Gebert, Gabriella Maselli                                       | Australia                                                                                             | [ 82 ]                 |
| Saw II                                         | Darren Lynn Bousman | Donnie Wahlberg, Shawnee Smith, Tobin Bell                                          | Statele Unite ale Americii                                                                            | [ 83 ]                 |
| Severed: Forest of the Dead                    | | J.R. Bourne, Sage Brocklebank, Leanne Adachi                                        | Statele Unite ale Americii                                                                            | [ 84 ]                 |
| Shadow: Dead Riot                              | Derek Wan | Misty Mundae, Tony Todd, Moet Meira                                                 | Statele Unite ale Americii                                                                            | [ 85 ]                 |
| The Shunned                                    | C.M. Downs | Kurt Hanover, Adam Gaitan, Deb Keeney                                               | Statele Unite ale Americii                                                                            | [ 86 ]                 |
| Silent Scream                                  | Matt Cantu, Lance Kawas                                                                                                  | Melissa Schuman, Shanti Lowry, Scott Vickaryous                                     | Statele Unite ale Americii                                                                            | [ 87 ]                 |
| Song of the Dead                               | Chip Gubera |                                                                                     | Statele Unite ale Americii                                                                            | [ 88 ]                 |
| Tamara                                         | Jeremy Haft | Jenna Dewan, Katie Stuart, Chad Faust                                               | Statele Unite ale Americii                                                                            | [ 89 ]                 |
| Tokyo Zombie                                   | Sakichi Satô | Shô Aikawa, Erika Okuda, Tadanobu Asano                                             | Japonia                                                                                               | [ 90 ]                 |
| Tomie: Beginning                               | | Rio Matsumoto, Kenji Mizuhashi, Asami Imajuku                                       | Japonia                                                                                               | [ 91 ]                 |
| Tomie: Revenge                                 | Ataru Oikawa |                                                                                     | Japonia                                                                                               | [ 92 ]                 |
| Trespassers                                    | Ian McCrudden | Kaiwi Lyman, Brendan McIvor Fleming, Joleigh Fioravanti                             | Mexic · Statele Unite ale Americii                                                                    | [ 93 ]                 |
| Urban Legends: Bloody Mary                     | Mary Lambert | Kate Mara, Ed Marinaro, Tina Lifford                                                | Statele Unite ale Americii                                                                            | [ 94 ]                 |
| Vampire Conspiracy                             | Marc Morgenstern | Jean-Marc Fontaine, Sarah Boes, Zena Driver                                         | Canada                                                                                                | [ 95 ]                 |
| The Veil                                       | Richard Chance | John Chance, Martin Dorkins, Michael Himsworth                                      | Regatul Unit al Marii Britanii și al Irlandei de Nord                                                 | [ 96 ]                 |
| Venom                                          | Jim Gillespie | Agnes Bruckner, Rick Cramer, Bijou Phillips                                         | Statele Unite ale Americii                                                                            | [ 97 ]                 |
| Voice                                          | Choi Ik-Hwan | Kim Ok-bin, Seo Ji-hye                                                              | Coreea de Sud                                                                                         | [ 98 ]                 |
| Voodoo Moon                                    | Kevin VanHook | Charisma Carpenter, Jeffrey Combs, Eric Mabius                                      | Statele Unite ale Americii                                                                            | [ 99 ]                 |
| Traseul morții                                 | Greg McLean | John Jarratt, Cassandra Magrath, Kestie Morassi, Nathan Phillips                    | Australia                                                                                             | [ 100 ]                |
| The Woodland Haunting 2                        | Dennis Baker | Kayla Marie Mortenson, Cortney Palm, Scott Cray                                     | Statele Unite ale Americii                                                                            | [ 101 ]                |
| Zombie-American                                | Nick Poppy | Ed Helms, Seth Poppy, Anne Harris                                                   | Statele Unite ale Americii                                                                            | Horror comedy          |